# The Amazing Spider-Man 2
The Amazing Spider-Man 2 är en amerikansk superhjältefilm om Spider-Man som hade biopremiär i USA den 2 maj 2014, i regi av Marc Webb efter ett manus av James Vanderbilt medan Alex Kurtzman, Roberto Orci och Jeff Pinkner finjusterade manuset. Det är uppföljaren till The Amazing Spider-Man (2012). I rollerna ser vi Andrew Garfield, Emma Stone, Jamie Foxx, Dane DeHaan, Campbell Scott, Embeth Davidtz, Colm Feore, Paul Giamatti och Sally Field.
Filmen hade Sverigepremiär den 18 april 2014.

## Handling
Peter Parker (Andrew Garfield) lever ett stressigt liv. Han har fullt upp med att ta ut skurkar som Spider-Man och tillbringa tid med sin flickvän Gwen (Emma Stone). Men han minns sitt löfte till Gwens far om att skydda henne genom att hålla sig borta, men det är ett löfte han inte kan hålla. Allt förändras dock för Peter när en ny fiende, Electro (Jamie Foxx), dyker upp och en gammal vän, Harry Osborn (Dane DeHaan), återvänder.

## Rollista (i urval)
- Andrew Garfield – Peter Parker / Spider-Man
- Emma Stone – Gwen Stacy
- Jamie Foxx – Max Dillon / Electro
- Dane DeHaan – Harry Osborn / Green Goblin
- Colm Feore – Donald Menken[3]
- Felicity Jones – Felicia Hardy
- Paul Giamatti – Aleksej Sytsevitj / Rhino
- Sally Field – May Parker
- Embeth Davidtz – Mary Parker
- Campbell Scott – Richard Parker
- Marton Csokas – Dr. Ashley Kafka[4]
- Louis Cancelmi – Man klädd i svart
- Max Charles – Peter Parker som barn
- Chris Cooper – Norman Osborn (okrediterad)
- B.J. Novak – Alistair Smythe[5]
- Denis Leary – George Stacy (okrediterad)
- Sarah Gadon – Kari[6]
- Michael Massee – Gustav Fiers
- Stan Lee – Examensgäst (cameo)[7]

## Om filmen

### Produktion
Utvecklingen av The Amazing Spider-Man 2 påbörjades direkt efter framgången med The Amazing Spider-Man. I juni 2012 sade Marc Webb att han var osäker på om han skulle återvända men den 28 september 2012 blev det klart att han kommer regissera uppföljaren.
En ny dräkt gjordes till filmen, ögonen har blivit mycket större och både färgen och texturen har justerats, för att efterlikna serietidningarna ännu mer.
Under november 2012 bekräftades det att Jamie Foxx hade fått rollen som skurken Electro. Dane DeHaan, Paul Giamatti, Chris Cooper och Felicity Jones fick sina roller mellan december 2012 och februari 2013. Inspelningen ägde rum i New York från februari till juni 2013.
Karaktären Mary Jane Watson skulle spelats av Shailene Woodley, och det bekräftades att hon skulle bara ha en liten roll i filmen. Scenerna filmades men Sony beslutade dock att ta bort dessa scener.

### Musik
Hans Zimmer komponerade musiken, han ersatte alltså James Horner som komponerade musiken i den första filmen, till hjälp hade han Pharrell Williams. Tillsammans med regissören Webb bildade de gruppen The Magnificent Six, bestående av Williams, Johnny Marr, Mike Einziger och David A. Stewart, en f.d. medlem i Eurythmics. Men David A. Stewart drog sig ur och gruppen bestod senare av Williams, Marr, Einziger, Junkie XL, Steve Mazzaro och Andrew Kawczynski.

### Marknadsföring

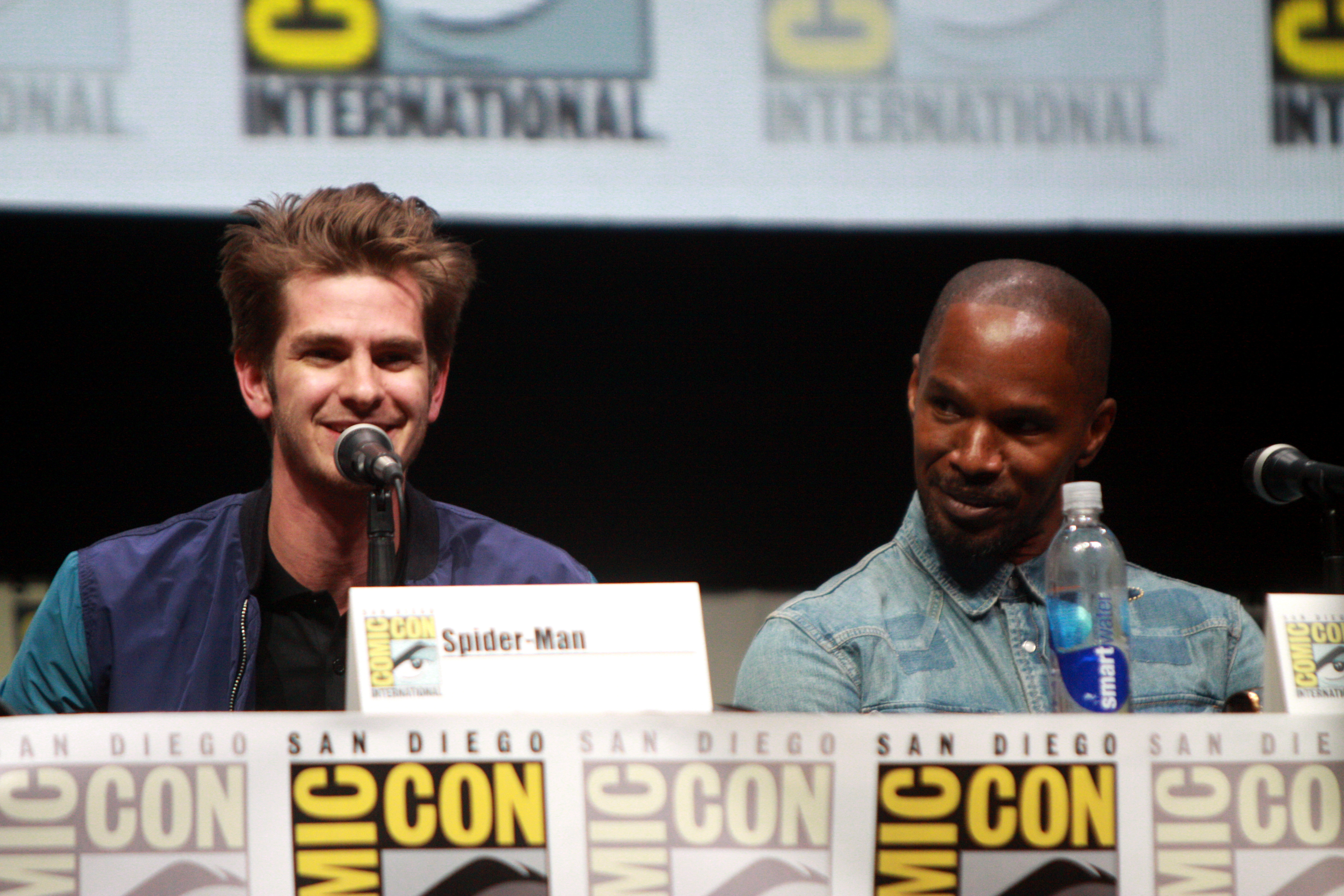
Andrew Garfield och Jamie Foxx promotar The Amazing Spider-Man 2 under San Diego Comic-Con.

Den 17 juli 2013, under San Diego Comic-Con, visades ett klipp på skurken Electro. Den 8 december 2013 visades mer material från filmen. Därefter promotades filmen under Earth Hour-kampanjen. Evian fungerade som PR-partner.
Deadline rapporterade att $180 till 190 miljoner användes till marknadsföringen.

### Mottagande
The Amazing Spider-Man 2 fick blandade recensioner från flera filmkritiker.
Rotten Tomatoes rapporterade att 53 procent, baserat på 257 recensioner, hade satt ett genomsnittsbetyg på 5.9 av 10. På Metacritic nådde filmen genomsnittsbetyget 53 av 100, baserat på 49 recensioner.

## Nedlagda uppföljare
Sony hade ursprungligen planerat att släppa ytterligare två uppföljare med releasedatumen 10 juni 2016 respektive 4 maj 2018. I juli 2014 meddelade Sony dock att datumet till den tredje filmen hade flyttats fram till 2018, och den fjärde till ett obestämt datum. Det hela slutade med projektet lades ner efter att Andrew Garfield fick sparken; enligt ett flertal meddelanden som erhållits av nyhetswebbsidan Showbiz411 så förväntades Garfield att ta del i en gala efter att världsmästerskapet i fotboll 2014 ägt rum, där han skulle tillkännages som stjärna i den då planerade kommande filmen The Amazing Spider-Man 3 av Sony VD:n Kazou Hirai, men Garfield drog sig undan i sista stund vilket togs illa upp av Hirai och flera andra i företaget. Dessutom hade regissören Marc Webb enbart planerat att regissera den tredje filmen och därefter agera som konsult för den fjärde.
I februari 2015 meddelade Marvel Studios att Spider-Man blivit medlem i Marvel Cinematic Universe och gjorde sin debut som medlem i filmen Captain America: Civil War. Marvel Studios, Kevin Feige och Amy Pascal skulle komma att producera en helt ny film, Spider-Man: Homecoming, tillsammans med Sony, vilken hade premiär den 28 juli 2017.